# Imperial Airways
Imperial Airways fu la prima compagnia britannica per il trasporto aereo a lunga distanza e fu attiva fra il 1924 ed il 1939 sia sulle rotte europee sia collegando le diverse zone dell'Impero britannico, in particolare il Sudafrica, l'India e l'Estremo Oriente. La compagnia aveva numerosi accordi con compagnie locali fra cui Qantas (Queensland and Northern Territory Aerial Services Ltd) in Australia e TEAL (Tasman Empire Airways Limited) in Nuova Zelanda.
Nel 1939 la British Airways Ltd e la Imperial Airways furono fuse in un'unica compagnia, chiamata British Overseas Airways Corporation (BOAC), di proprietà dello stato britannico.